# Victor Brauner
Pour les articles homonymes, voir Brauner.
Victor Brauner, né dans une famille juive le 15 juin 1903 à Piatra Neamț en Roumanie et mort le 12 mars 1966 à Paris, est un peintre roumain.
D'abord dadaïste, et familier d'autres avant-gardes, puis surréaliste, et par ailleurs communiste idéaliste, il est un des membres de l'importante communauté d'artistes et intellectuels roumains de Paris avec Constantin Brâncuși, Emil Cioran, Mircea Eliade, Eugène Ionesco, Isidore Isou, Panaït Istrati, Ghérasim Luca, Ilarie Voronca, Benjamin Fondane et Tristan Tzara.

## Biographie
Son enfance est marquée par trois faits importants : d’une part, la grande révolte paysanne de 1907 en Moldavie qui le confronte directement et brutalement à la misère et au désespoir du peuple, d’autre part les séances de spiritisme de son père auxquelles il assiste en secret, et enfin l’excitation provoquée par le passage de la comète de Halley en 1911, perçu selon les superstitions de l’époque comme un « présage funeste ». En 1913, la famille Brauner s’installe pendant quelque temps à Hambourg en Allemagne puis à Vienne en Autriche, mais revient en Roumanie en 1914, puis, enfin, se fixe à Bucarest en 1918. Il étudie à l’École des beaux-arts de Bucarest de 1919 à 1921.
En octobre 1924, il expose ses œuvres et édite, avec Ilarie Voronca, une revue Dada, 75 H.P. (un seul numéro), dans laquelle il écrit le manifeste de la « picto-poésie ». Ni tout à fait peinture, ni tout à fait poésie, la « picto-poésie » juxtapose des formes géométriques différenciées selon la couleur et la touche du pinceau, où s’inscrivent des lettres tracées à la main ou au pochoir, formant dans l’esprit à la fois futuriste, dadaïste et constructiviste, un vocabulaire dont la signification ne prend sens que par leur inscription sur la toile et soulignent l’expression dynamique de l’image. Son jeune frère Théodore Brauner deviendra d’ailleurs une figure marquante de la photographie surréaliste.
Un premier voyage à Paris, en 1925, lui fait découvrir Giorgio De Chirico et les surréalistes. Mais ce n’est qu’en 1932, installé à Paris, qu’il prend contact avec ces derniers grâce à Yves Tanguy. Il commence une série de tableaux autour du symbole de l’œil énucléé (Salomé). Son autoportrait (Autoportrait 1931) peut être interprété comme une prémonition de la perte de son œil sept ans plus tard. En octobre et novembre 1933, il participe au 6e Salon des surindépendants en compagnie de membres du groupe surréaliste.
En 1934 a lieu sa première exposition parisienne à la galerie Pierre. André Breton préface le catalogue : « Le désir et la peur président par excellence au jeu qu’il mène avec nous, dans le cercle visuel très inquiétant où l’apparition lutte crépusculairement avec l’apparence ». Après un retour à Bucarest, en 1935, il revient à Paris en 1938 et partage l’appartement d’Yves Tanguy. Il rencontre Jacqueline Abraham qu’il épousera en 1946 (L’Étrange K de Monsieur K). Il occupe, depuis 1945, un atelier au 2 bis, rue Perrel, qui lui inspire la peinture du tableau La Rencontre du 2 bis, rue Perrel en souvenir du Douanier Rousseau. Dans la nuit du 27 au 28 août 1938, lors d’une bagarre entre Óscar Domínguez et Esteban Francés, il est atteint en plein visage par un verre qui le prive définitivement de son œil gauche. Jusqu’à la déclaration de guerre de septembre 1939, le peintre traverse une période dite des Chimères. Il expose au Salon des surindépendants.
Après la défaite de juin 1940 et l’occupation partielle de la France par l’armée allemande, Victor Brauner se réfugie dans la famille du poète Robert Rius (dont il vient d’illustrer le recueil Frappe de l'Echo) à Perpignan. Il loge à Canet-plage, puis est en résidence surveillée à Saint-Féliu-d'Amont. En novembre, il est à la villa Air-Bel à Marseille, avec d’autres artistes comme André Breton, Max Ernst, Wifredo Lam, et le militant communiste anti-stalinien Victor Serge. Il espère obtenir un visa pour quitter le pays et échapper à la répression du régime de Vichy. Durant cette période, il participe à la création du Jeu de Marseille (création d’arcanes originales inspirées du tarot de Marseille) pour lequel il dessine les figures de la medium suisse Hélène Smith et du philosophe Hegel. Il réalise également une aquarelle offerte à l’infirmière qui s’occupa de lui lors d’une brève hospitalisation dans une clinique de la rue Paradis. Celle-ci la conserva toute sa vie, punaisée sur le mur de sa cuisine avant qu’elle ne soit mise en vente par l’un de ses héritiers en mars 2013. L’espoir d’exil se révélant vain, Victor Brauner est alors caché en Provence par René Char. Dès mars 1942, il se réfugie chez des paysans au hameau de Celliers de Rousset et à Espinasses dans les Hautes-Alpes jusqu'en 1945. La précarité de sa vie le contraint à s’adapter et utiliser le peu de matériau dont il dispose. Ainsi, il peint à la cire, matière à qui il donne une valeur alchimique, voire ésotérique (Espaces psychologiques, La Ville, Devenir non devenant 1943, Analogie animale 1945, Triomphe du doute, Motan de Lune 1946),.
En 1947, il participe à l’Exposition internationale surréaliste, à la galerie Maeght et présente son être-objet Loup-Table. Après cette exposition, il quitte le groupe surréaliste. Dans les années suivantes, il tombe malade et s’inquiète du sort des Roumains illégaux en France, risquant d’être livrés à la nouvelle dictature stalinienne mise en place à Bucarest, qui réclame leur extradition : sa peinture s’assombrit jusqu’à devenir presque monochrome tandis que les titres de ses œuvres renouent avec l’humour Dada : Orgospoutnique, Automoma, Aeroplapa, Poisson à roulettes. Brauner va ensuite à Zurich puis, dans le canton du Tessin, à Ronco sopra Ascona.
Victor Brauner meurt le 12 mars 1966 des suites d’une longue maladie. Il est inhumé à Paris au cimetière de Montmartre (3, allée Cordier) ; sur sa tombe est inscrite en épitaphe une phrase extraite de ses carnets : « Pour moi peindre c’est la vie, la vraie vie, MA VIE… ».
Sa tombe est initialement ornée d'un tirage en bronze de sa sculpture en plâtre Signe (Le Vent), réalisée entre 1942 et 1945. Volée, elle a été remplacée par un exemplaire en marbre.

## Expositions
Le centre Georges-Pompidou organise une rétrospection de son œuvre du 24 janvier au 6 mai 1996 à Paris.
Le musée d'Art moderne de Paris lui consacre une exposition du 18 septembre 2020 au 10 janvier 2021 : Victor Brauner, Je suis le rêve. Je suis l'inspiration.
Une rétrospective lui est également consacrée au musée des beaux-arts de Timișoara, en Roumanie, en 2023.

## Œuvres dans les collections publiques
- Musée du Louvre
- Musée Sainte-Croix des Sables-d'Olonne
- Musée national d'Art moderne, Centre Pompidou
- Musée d'Art moderne de Paris
- Musée d'Art moderne et contemporain de Saint-Étienne Métropole
- Musée d'Art moderne et contemporain de Strasbourg
- Musée d'Arts de Nantes

### Filmographie
- Victor Brauner, Le grand illuminateur totémique, film documentaire réalisé par Fabrice Maze, co-produit par Seven Doc, Aube Elléouët et Oona Elléouët. Sorti en 2014.

### Archives
- Fonds Victor Brauner (1929-1984) [archives écrites et photographiques, documents imprimés (livres, catalogues, périodiques)].  Cote : BRAU. Paris : Bibliothèque Kandinsky, Centre national d'art et de culture Georges-Pompidou (présentation en ligne).